# Blanka Guzi
Blanka Guzi, född, 15 maj 1999, är en ungersk modern femkampare.

## Biografi
Vid VM i modern femkamp 2024 tog Guzi silver. Hon är kvalificerad att delta vid OS 2024.